# Meteorium cucullatum
Meteorium cucullatum là một loài Rêu trong họ Meteoriaceae. Loài này được S.H. Lin & Sheng H. Wu mô tả khoa học đầu tiên năm 1986.